# Caudry British Cemetery
Caudry British Cemetery is een Britse militaire begraafplaats met gesneuvelden uit de Eerste Wereldoorlog, gelegen in de Franse gemeente Caudry (Noorderdepartement). De begraafplaats werd ontworpen door Charles Holden en ligt naast de gemeentelijke begraafplaats aan de Rue du Souvenir Français op 1 km ten zuidoosten van het centrum (gemeentehuis). Ze ligt hoger dan het straatniveau en bestaat uit twee delen die wegens een onderling niveauverschil door enkele treden met elkaar verbonden zijn. Vanaf de straat geeft een brede trappartij met 14 treden toegang tot het eerste deel waarin het Cross of Sacrifice staat. Links aansluitend ligt het tweede deel waarin tegen de oostelijke rand de Stone of Remembrance staat. De begraafplaats wordt grotendeels omgeven door een natuurstenen muur en is 2.770 m² groot.
Op de begraafplaats liggen 705 gesneuvelden waaronder 51 niet geïdentificeerde.
De begraafplaats wordt onderhouden door de Commonwealth War Graves Commission.
Aan de oostzijde grenst de begraafplaats aan de Duitse militaire begraafplaats Deutscher Soldatenfriedhof Caudry. 

## Geschiedenis
Tijdens de Slag bij Le Cateau op 26 augustus 1914 werd in de omgeving van Caudry slag geleverd door het Britse Expeditieleger tegen het oprukkende Duitse 1ste Legerkorps. Vanaf die datum tot 10 oktober 1918 bleef Caudry in Duitse handen waar zij een centrum met medische infrastructuur uitbouwden. In oktober 1918 werd de plaats door de 37th Division veroverd en de maanden daarop installeerden de 21st, de 3rd, de 19th en de 49th Casualty Clearing Stations zich in de omgeving. De begraafplaats (oorspronkelijk de German Cemetery Extension genoemd) werd in oktober 1918 door de New Zealand Division gestart en verder door de veldhospitalen gebruikt. Na de wapenstilstand werd de begraafplaats voltooid door de overbrenging van graven uit de Duitse begraafplaats en van Audencourt British Cemetery die werd ontruimd.
Er liggen nu 571 Britten, 53 Nieuw-Zeelanders, 3 Indiërs, 19 Chinezen (tewerkgesteld bij het Chinese Labour Corps), 3 Zuid-Afrikanen, 2 Canadezen, 1 Australiër en 3 Fransen begraven. Voor 5 Britten werden Special Memorials opgericht omdat hun graven niet meer gevonden werden en men aanneemt dat ze zich onder naamloze grafzerken bevinden. Een andere Brit wordt ook met een Special Memorial herdacht omdat zijn graf in Fontaine-au-Pire Communal Cemetery niet meer gevonden werd.

## Graven

### Onderscheiden militairen
- Robert Charles Lundie, majoor bij de Royal Engineers en Arthur Duncombe Shafto, kapitein bij de Royal Scots werden onderscheiden met de Distinguished Service Order (DSO).
- Patrick Joseph O'Reilly, kapitein bij het Royal Army Medical Corps en Georges Augustus Hughes, onderluitenant bij de Duke of Wellington's (West Riding Regiment) werden tweemaal onderscheiden met het Military Cross (MC and Bar).
- Harold Walter Goodson, kapitein bij het Dorsetshire Regiment, Richard William Dugdale, kapelaan bij het Army Chaplains' Department, Thomas Henry Upfill, luitenant bij de Royal Air Force, George Stuart Hunter, luitenant bij het Army Service Corps, Edward Dion Lane, onderluitenant bij het Machine Gun Corps (Infantry) en Thomas Liddell Simpson, onderluitenant bij de Durham Light Infantry werden onderscheiden met het Military Cross (MC).
- E. Trowbridge, sergeant-majoor bij de Royal Field Artillery en R. Barton, schutter bij de Rifle Brigade werden onderscheiden met de Distinguished Conduct Medal (DCM).
- Archibald John Fergusson, korporaal bij het Royal Army Service Corps werd onderscheiden met de Meritorious Service Medal (MSM).
- nog 25 militairen ontvingen de Military Medal (MM) waaronder korporaal J. Hayes die deze onderscheiding tweemaal ontving (MM and Bar).

### Alias
- de Australische soldaat Herbert Bashford, diende onder het alias Alfred Martin bij het Nieuw-Zeelandse Canterbury Regiment, N.Z.E.F..